# Kurzschwanzblattnasen
Die Kurzschwanzblattnasen (Carolliinae) sind ein Fledermaustaxon, sie bilden eine Unterfamilie der Blattnasen (Phyllostomidae). In dieser Unterfamilie werden zwei Gattungen, Carollia und Rhinophylla, mit insgesamt sieben Arten zusammengefasst.

## Beschreibung
Kurzschwanzblattnasen sind eher kleine Fledermäuse, sie erreichen eine Kopfrumpflänge von 43 bis 65 Millimetern und ein Gewicht von 9 bis 20 Gramm. Den namengebenden kurzen Schwanz hat nur eine Gattung, Carollia, bei Rhinophylla fehlt er. Das Fell dieser Tiere ist meist dunkelbraun gefärbt, einzelne Exemplare können auch hellbraun oder orange gefärbt sein. Das Gesicht ist durch die zugespitzten Ohren und das dicke Nasenblatt charakterisiert.

## Verbreitung und Lebensweise
Kurzschwanzblattnasen leben in Amerika, ihr Verbreitungsgebiet erstreckt sich von Mexiko bis ins nördliche Argentinien. Ihr Lebensraum sind meist tropische Regenwälder.
Wie die meisten Fledermäuse sind sie nachtaktiv, als Ruhequartiere dienen ihnen Höhlen, Felsspalten, hohle Baumstämme, Minen oder Häuser, wo sie meist in Gruppen schlafen. Die einzig besser erforschte Art, Carollia perspicillata, lebt in Haremsgruppen, die aus einem Männchen und bis zu acht Weibchen bestehen können. Die Männchen wachen eifersüchtig über ihre Weibchen und versuchen beständig, neue Weibchen zu finden. Andererseits bewachen die Haremsführer den Nachwuchs ihrer Weibchen, während diese auf Nahrungssuche sind und helfen nach deren Rückkehr, sie wieder zusammenbringen. Die überzähligen Männchen leben oft in Junggesellengruppen zusammen.
Ihr Nahrung besteht vorwiegend aus Früchten, darunter Guaven, Feigen oder Bananen. Oft plündern sie auch Plantagen und werden deswegen verfolgt. Zusätzlich nehmen sie auch Insekten zu sich.

## Fortpflanzung
Zweimal im Jahr kann das Weibchen Nachwuchs zur Welt bringen, die Tragzeit beträgt rund 105 bis 125 Tage, die Wurfgröße ist wie bei Fledermäusen meist eins. Die Geschlechtsreife tritt im Alter von ein bis zwei Jahren ein. In freier Natur können diese Fledermäuse bis zu zehn, in Menschenobhut bis zu zwölf Jahre alt werden.

## Systematik
Die Kurzschwanzblattnasen bilden eine Unterfamilie der Blattnasen (Phyllostomidae), ihre nächsten Verwandten sind die Fruchtvampire (Stenodermatinae). Die Unterfamilie wird in zwei Gattungen unterteilt, Carollia und Rhinophylla. Die Gattungen unterscheiden sich neben Details im Bau der Zähne in der Länge des Schwanzes. Es werden neun Arten unterschieden:
- Carollia
  - die Seidige Kurzschwanzblattnase (Carollia brevicauda) ist vom Süden Panamas bis Bolivien verbreitet.
  - die Kastanienbraune Kurzschwanzblattnase (Carollia castanea) lebt von Honduras bis Bolivien.
  - Die Brillenblattnase (Carollia perspicillata) ist die besterforschte Art. Ihr Verbreitungsgebiet reicht von Mexiko bis Argentinien.
  - die Graue Kurzschwanzblattnase (Carollia subrufa) lebt von Südmexiko bis Nicaragua und in Guyana.
  - die Sowell-Kurzschwanzblattnase (Carollia sowelli) lebt vom östlichen Mexiko bis Norden Panamas.
  - die Manu-Kurzschwanzblattnase (Carollia manu), eine erst kürzlich beschriebene Art in Peru.

- Rhinophylla
  - der Haarige Zwergfruchtvampir (Rhinophylla alethina) bewohnt ein kleines Gebiet im westlichen Kolumbien und dem nördlichen Ecuador. Sie gilt als nicht gefährdet.
  - der Fischer-Zwergfruchtvampir (Rhinophylla fischerae) bewohnt das Amazonasbecken, auch diese Art wird von der IUCN als nicht gefährdet gelistet.
  - der Kleiner Zwergfruchtvampir (Rhinophylla pumilio) ist im nördlichen und mittleren Teil Südamerikas verbreitet.

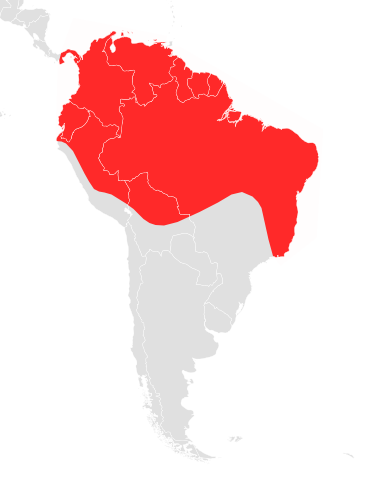
Verbreitungsgebiet der Seidigen Kurzschwanzblattnase (Carollia brevicauda)
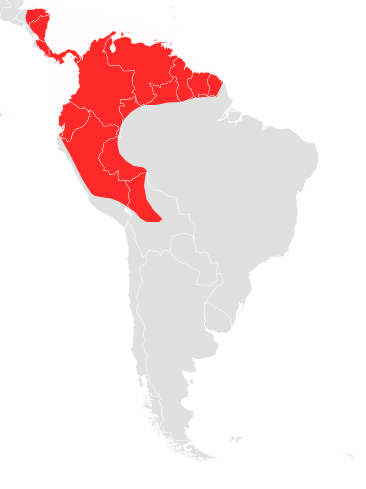
Verbreitungsgebiet von Carollia castanea
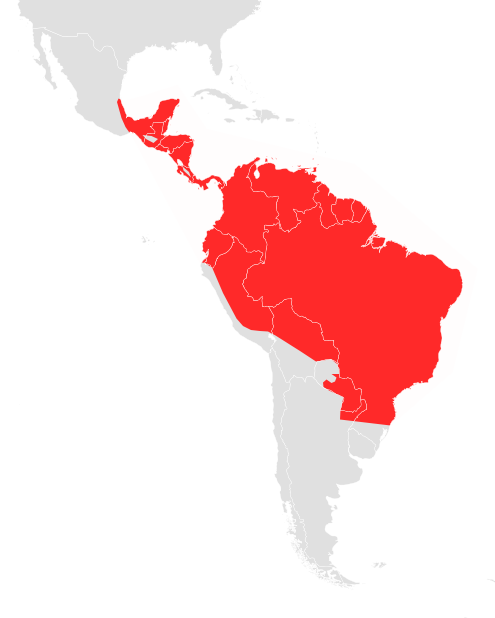
Verbreitungsgebiet der Brillenblattnase (Carollia perspicillata)
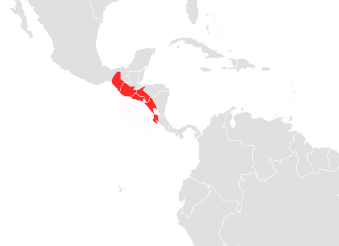
Verbreitungsgebiet von Carollia subrufa
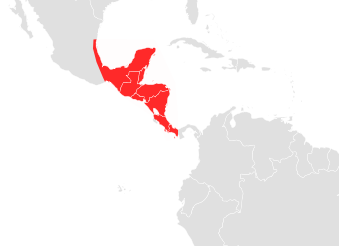
Verbreitungsgebiet von Carollia sowelli
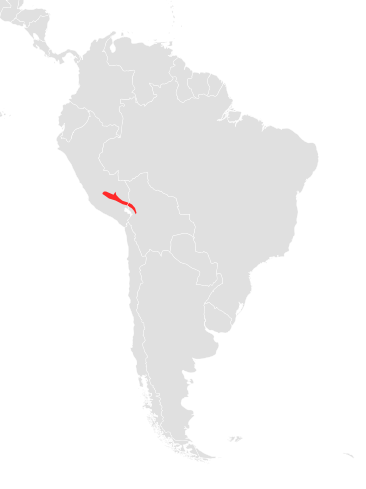
Verbreitungsgebiet von Carollia manu
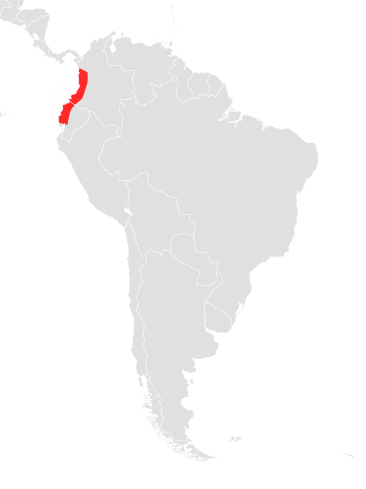
Verbreitungsgebiet von Rhinophylla alethina
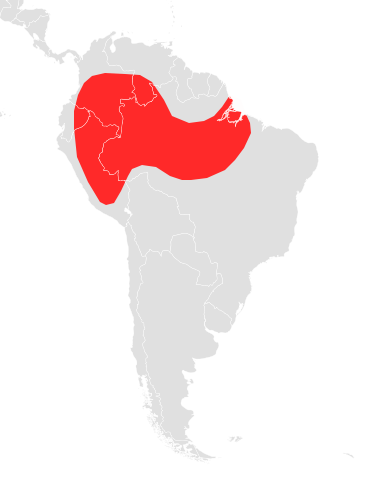
Verbreitungsgebiet von Rhinophylla fischerae
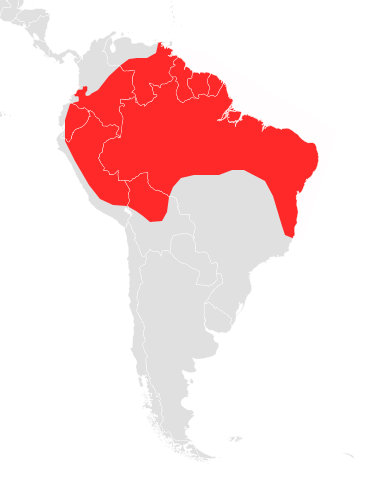
Verbreitungsgebiet von Rhinophylla pumilio